# 澤美代子
澤 美代子（さわ みよこ、本名非公表(旧姓名：澤藤 美代子)、1973年8月8日 - ）は、フリップアップ所属。大阪府出身のラジオパーソナリティ・フリーアナウンサーでFM長野の元アナウンサー。

## 来歴
1996年、関西学院大学社会学部卒業後にFM長野に入社。同局退社後はフリーとなり、主にFMラジオ局を中心に活動していた。
2007年2月に結婚（なお、結婚相手についての情報は一切公表せず、後に下の名前のみ明らかにした）したことを出演番組『NACK ON TOWN』および公式ブログで公表し、同年5月に親族や親しい友人のみで挙式を行ったという。また、2009年12月7日に同番組内で、妊娠中であり翌年春頃に出産予定であることを明らかにし、同月30日放送分をもって卒業（降板）。この週の放送は大宮アルシェ内の公開型サテライトスタジオ「STUDIO ARCHE」で行われ、多くのファン・リスナーが訪れた。2010年4月に男児を出産。

## エピソード
- パーソナリティを務めるラジオ番組『face』では芳香剤のCMフレーズにかけて「さわやかサワ（澤）デー、澤美代子がお送りしています」と自己紹介するのが恒例になっている。

## 主な出演番組

### 過去の出演番組
- face（JFN、2013年4月1日-、月曜日担当）
- SOUND SPEC.（FM-FUJI）2000.4～2001.3、金曜日担当
- POWER STUDIO FROM FUJI（FM-FUJI）2001.4～2006.9、金曜日担当
- wave1-E! to go.（WOWOW）
- NACK ON TOWN（NACK5）2003.10～2009.12
- HITS! THE TOWN （2007年3月3日、ゲスト出演、FM NACK5）